# Balázs Borbély
Balázs Borbély (n. 2 octombrie, 1979 în Dunajská Streda) este un fotbalist slovac de origine maghiară care joacă în prezent pentru AEL Limassol în Cipru și pentru Echipa națională de fotbal a Slovaciei. A evoluat între 2008 și 2009 la FC Timișoara.